# Andrea Barber
Andrea Laura Barber (Los Angeles, 1976. július 3. –) amerikai színésznő.
Legismertebb szerepe az ABC sitcom sorozatban, a Bír-lakban Kimberly "Kimmy" Gibler.

## Fiatalkora
A kaliforniai Whittier-ben járt La Serna középiskolába. 1999-ben angol diplomát szerzett a Whittier Főiskolán. Barber női nőtudományi diplomát szerzett az angliai Yorki Egyetemen. Később visszatért Whittier-be a Whittier College Nemzetközi Programirodájának igazgatójának asszisztenseként.

## Karrier
Barber első nagy szerepe az eredeti Carrie Brady volt a Days of Our Lives című 1965-től napjainkig tartó szappanopera sorozatban.
Számos filmben és televíziós sorozatban vendégszerepelt és szerepelt.
Andrea egyik legismertebb szerepe azonban még is az 1987-1995-ig tartó Bír-lak című ABC Sitcom sorozat Kimberly "Kimmy" Gibbler-je. Kimmy D.J. legjobb barátnője eleinte csak visszatérő vendégszereplő volt 2-3 szinkronhanggal (hol Simonyi Piroska, hol meg Dögei Éva volt a hangja), aztán a későbbi évadokban állandó szereplővé vált (innentől fix szinkronhanggal: Talmács Márta).
A Bír-lak forgatása közben Ő is vendégszerepelt Mary-Kate és Ashley Olsen 1992-es Irány a nagyi című filmjében, mint a sorozat végén lévő lottó sorsolás egyik nézője.
Miután a Bír-lak véget ért Andrea visszavonult a színészkedéstől és a magánéletére koncentrált. Aztán 2012-ben újra feltűnt a tévében amikor elindult az It’s F * ckin Late with Dave Coulier. Dave Coulier korábban együtt szerepelt Andrea-val a Bír-lak – ban is Joseph "Joey" Gladstone-ként.
Aztán 2016-ban indult a Bír-lak spinn-off sorozata (folytatása) a Fuller house, amelyben ismét Kimmy szerepébe bújhatott (itt már felnőttként, sőt anyaként) és ismét együtt szerepelhetett két Bír-lakbeli barátjával: a D.J.-t alakítő Candace Cameron Bur-ral és a Stephanie-t alakító Jodie Sweetin-nel. A Fuller house 2019-es 5. évada egyébként elvileg az utolsó, de ez még nem biztos.

## Magánélete
2002-ben Andrea feleségül ment Jeremy Rytky-hez. A pár 2014-ben elvált. Két gyermekük van.

## Munkássága
| Év        | Film                     | Szerep                   |
| --------- | ------------------------ | ------------------------ |
| 1982-1986 | Days of Our Lives        | Carrie Brady             |
| 1983      | Fantasy Island           | Amanda Gorman            |
| 1985      | Do You Remember Love     | Jennifer                 |
| 1985      | Egy kórház magánélete    | Carrie Garman            |
| 1985      | Alkonyzóna               | Cathy Marano             |
| 1986      | Wonderful World of Color | Zoey                     |
| 1986      | Our House                | Naomi                    |
| 1987-1995 | Bír-lak                  | Kimberly "Kimmy" Gibbler |
| 1990      | Growing Pains            | Rhonda Green             |
| 1992      | Irány a nagyi            | 2. néző                  |
| 1995      | The Skateboard Kid 2     | Tilly Curtis             |
| 2012      | Funny or Die             | Kimberly "Kimmy" Gibbler |
| 2016-2020 | Fuller house             | Kimberly "Kimmy" Gibbler |
| 2017      | Hollywood Darlings       | Andrea                   |
| 2017      | The Talk                 | önmaga                   |

## Díjak és elismerések
| Év   | Díj                      | Kategória                                                                     | Jelölt munka      | Eredmény  |
| ---- | ------------------------ | ----------------------------------------------------------------------------- | ----------------- | --------- |
| 1984 | Soap Opera Digest Awards | Kiemelkedő ifjúsági színésznő nappali szappanoperában                         | Days of Our Lives | megnyerte |
| 1985 | Soap Opera Digest Awards | Kiemelkedő ifjúsági színésznő nappali sorozatban                              | Days of Our Lives | megnyerte |
| 1985 | Young Artist Awards      | Legjobb fiatal színésznő nappali vagy éjszakai drámában                       | Days of Our Lives | jelölték  |
| 1986 | Young Artist Awards      | Kiemelkedő fiatal színésznő – rendszeres nappali sorozat                      | Days of Our Lives | jelölték  |
| 1990 | Young Artist Awards      | Legjobb színészi teljesítmény egy televíziós sorozatban                       | Bír-lak           | megnyerte |
| 1991 | Young Artist Awards      | Legjobb színészi teljesítmény egy televíziós sorozatban                       | Bír-lak           | megnyerte |
| 1992 | Young Artist Awards      | Legjobb fiatal főszereplő egy televíziós sorozatban                           | Bír-lak           | jelölték  |
| 1993 | Young Artist Awards      | Legjobb fiatal főszereplő egy televíziós sorozatban                           | Bír-lak           | jelölték  |
| 1995 | Young Artist Awards      | Legjobb ifiúsági vígjáték szereplés                                           | Bír-lak           | jelölték  |
| 2016 | Teen Choice Awards       | Legjobb tévés sorozat (közösen Candace Cameron Bure-ral és Jodie Sweetin-nel) | Fuller House      | jelölték  |

## További információ
- Andrea Barber a PORT.hu-n (magyarul)
- Andrea Barber az Internet Movie Database-ben (angolul)
- Andrea Barber a Rotten Tomatoeson (angolul)

## Fordítás
- Ez a szócikk részben vagy egészben  az   Andrea Barber című angol Wikipédia-szócikk ezen változatának fordításán alapul.  Az eredeti cikk szerkesztőit annak laptörténete sorolja fel. Ez a jelzés csupán a megfogalmazás eredetét és a szerzői jogokat jelzi, nem szolgál a cikkben szereplő információk forrásmegjelöléseként.